# Sandanski
Sandanski (búlgaro, Санда̀нски, anteriormente, hasta 1949 Свети Врач, Sveti Vrach) es una ciudad y un centro recreativo en el suroeste de Bulgaria. Es la capital del municipio homónimo en la provincia de Blagóevgrad.
Recibió su nombre por el revolucionario Yane Sandanski que liberó estas tierras del dominio otomano. Se encuentra en un valle a los pies del monte Pirin, a ambas orillas del río Sandanska Bistritsa. Debido a la proximidad con Grecia y a sus reconocidas aguas medicinales recibe un importante flujo de visitantes de ese país, siendo habitual el uso del idioma griego junto al nativo idioma búlgaro.
La favorable posición de Sandanski, su clima apropiado (con la temperatura media anual más alta del país, +15.1°C) y la concentración de manantiales de agua mineral en la región son todas razones de la fama de la ciudad como centro para la relajación y la recreación.
Actualmente, Sandanski es un importante centro turístico orientado las aguas termales, la rehabilitación terapéutica y el turismo de salud. Aunque una amplia oferta en turismo vitivinícola, actividades de montaña e importantes festivales musicales complementan la identidad de la ciudad.
Gracias a su cercanía con otros puntos turísticos como Rupite, Melnik, Petrich o el Parque Nacional Pirin, la ciudad se ha convertido en un punto de partida para los turistas que desean descubrir el suroeste búlgaro.
Sandanski posee una arquitectura única donde se mezclan los estilos comunista y griego. Destaca su densidad poblacional, dado que los casi 30 mil habitantes residen en un área reducida ubicada entre dos colinas a ambas márgenes del Río Sandanska Bistritsa. La mayor parte de las viviendas consisten en edificios de 3 o 4 plantas o bloques de apartamentos, sobre calles con suaves pendientes.
Esta ciudad fue cuna del legendario esclavo tracio Espartaco, razón por la cual su nombre se repite en muchos lugares y establecimientos de la ciudad.
La punta Sandanski, en la isla Livingston de las Islas Shetland del Sur, Antártida, recibe su nombre por la ciudad de Sandanski.

## Atractivos Turísticos
Museo Arqueológico
Ubicado sobre la Calle Makedoniya en el centro de la localidad, el museo posee una amplia gama de objetos como monedas, lápidas, piedras y herramientas, encontradas durante las numerosas excavaciones arqueológicas realizadas en Sandanski.
El museo se encuentra en el lugar de la Basílica del Obispo Juan (Ioan, en búlgaro), y fue inaugurado en el año 1970. A su lado se encuentra una fuente decorativa bajo el árbol más antiguo de la ciudad.
Basílica Episcopal
La basílica posee un estilo clásico helenista y se encuentra en el centro de Sandanski. Posee tres naves más un patio interno que se encuentra abierto al público. El edificio es el más representativo de los siglos V y VI que permanece hasta nuestros días.
Calle Makedoniya
La principal vía comercial de Sandanski es la Calle Makedoniya. Ubicada en el centro de la ciudad, la misma permite el tránsito peatonal y de bicicletas enmarcada por frondosos árboles a sus márgenes. En ella, el visitante encuentra tiendas de ropa, bares, restaurantes y otros comercios.
Parque Sveti Vrach
Se encuentra en el límite noreste de la ciudad, a pocas cuadras del centro, y al pie de las Montañas Pirin. El parque Sveti Vrach también es conocido como Parque Sandanski.
En sus 140 hectáreas posee bosquecillos de arces, fresnos, alcornoques, magnolias, pinos y otras especies, algunas importadas de Italia entre 1916 y 1919 por su creador, el general Georgi Todorov.
El Parque Sveti Vrach es el único del país con senderos de arena y junto al parque Jardín del Mar de Varna encabeza el ranking de los espacios verdes urbanos más grandes de Bulgaria. En este parque se halla el Estadio Spartak, el campo del club de fútbol de la ciudad, el FC Vihren Sandanski, además del teatro de verano, donde se llevan a cabo el Festival Pirin Folk y el Festival de la Juventud de los Balcanes (BYF).
El río Sandanska Bistritsa atraviesa el parque, que además posee un pequeño lago artificial con pequeñas comunidades de cisnes y patos, que se ha convertido en una postal de la ciudad.
Turismo Termal

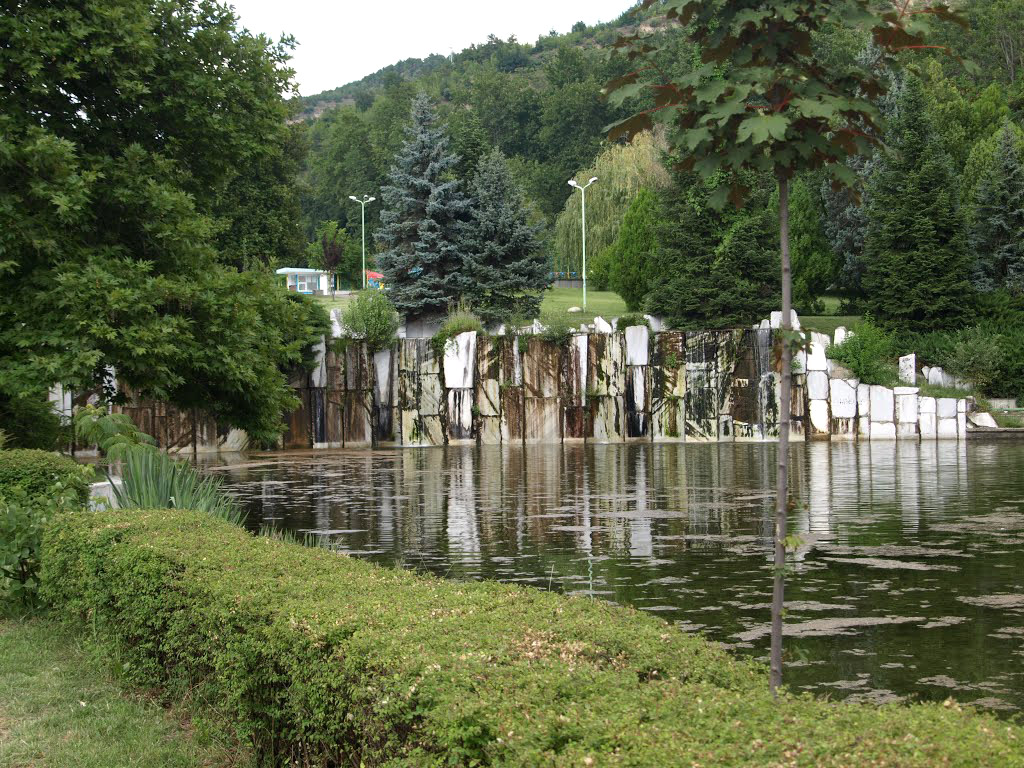
Lago del parque Sveti Vrach.

Sandanski es conocida en toda Europa por sus benéficas aguas termales beneficiosas para tratar enfermedades de los huesos, el sistema nervioso, respiratorio, entre otros.
La temperatura de las mismas, entre 42-81 grados celsius, permiten el baño durante todos los meses del año.
Sandanski también es buscada por su clima mediterráneo y aires limpios, que ayudan a combatir el asma y diversas alergias.
Gastronomía y Vinos
El área de Sandanski posee una amplia gama de establecimientos gastronómicos que permiten probar la cocina búlgara, que dada su cercanía con Grecia, también posee influencias mediterráneas.
Sandanski goza de una buena actividad vitivinícola gracias a su clima mediterráneo que permite el crecimiento de numerosas especies de uvas. Algunos vinos como Old Broad Leaved Melnik Vine, Sandanski Misket y Keratsuda han alcanzado cierta fama. Existen algunos tours para turistas aficionados a las visitas a bodegas y viñedos.
Centros de Compras
A pesar de ser una ciudad pequeña que apenas llega a los 30 mil habitantes, Sandanski posee una amplia oferta de tiendas y lugares de compras, desde los pequeños puestos callejeros, pasando por las tiendas de la Calle Makedoniya, hasta algunos centros comerciales de mediana envergadura como el Billa, Kaufland o el Sandanski Mall.

## Transporte
Sandanski se encuentra ubicada sobre la Ruta 1 (E79, en el Sistema de Carreteras Europeas) y es una vía de paso obligada por quienes transitan entre el oeste de Bulgaria y Grecia. Debido a la gran cantidad de tráfico, incluyendo camiones, sobre la mencionada ruta, se está construyendo la Autopista Struma, que brindará mayor fluidez y seguridad al tránsito en el Valle del Río Struma y entre Bulgaria y Grecia.
Sandanski se encuentra comunicada por los siguientes caminos a las localidades que se detallan:
- Ruta 1 (E79), Hacia el norte: Strumyani, Blagoevgrad, Pernik, Sofia. Carretera convencional.
- Ruta 1 (E79), Hacia el sur: Novo Delchevo, Kulata, Tesalónica, Atenas. Desde la vecina localidad de Novo Delchevo hacia la frontera con Grecia es Autopista.
- Ruta 1082, Hacia el oeste: Valkovo, Struma, Drakata, Lebnitsa. Pequeña carretera.
- Camino Polenishkyi: Polenitsa, Debrene, Dzhigurovo. Pequeña carretera.

### Autobús
Sandanski posee una estación de autobuses ubicada en el centro de la ciudad al lado del Río Sandanska Bistritsa, la misma posee boleterías, tiendas de compras, baños y servicio de taxis. Algunas paradas más complementan el itinerario. Empresas como Arda Tours no ingresan a la estación, sino que utilizan una parada en el Restaurante Happy Bar & Grill, sobre la Ruta 1, para que los pasajeros asciendan y desciendan.
| Autobuses      | Autobuses        | Autobuses                                               |
| empresa        | línea            | destinos                                                |
| -------------- | ---------------- | ------------------------------------------------------- |
| Union Ivkoni   | Petrich-Sofia    | Petrich, Kulata, Strumyani, Kresna, Blagoevgrad, Sofia. |
| Trans-5 ODD    | Petrich-Sofia    | Petrich, Kulata, Strumyani, Kresna, Blagoevgrad, Sofia. |
| Struma 11 ODD  | Petrich-Sofia    | Petrich, Kulata, Strumyani, Kresna, Blagoevgrad, Sofia. |
| TT Sandanski 5 | Petrich-Sofia    | Petrich, Kulata, Strumyani, Kresna, Blagoevgrad, Sofia. |
| Arda Tour      | Sofia-Tesalónica | Sofia, Tesalónica.                                      |

### Tren
La estación de ferrocarril de Sandanski se encuentra ubicada unos 3 kilómetros al suroeste del centro.
| Autobuses       | Autobuses    | Autobuses                                      |
| empresa         | línea        | destinos                                       |
| --------------- | ------------ | ---------------------------------------------- |
| Ferrocarril Bdz | Sofia-Kulata | Kulata, Strumyani, Kresna, Blagoevgrad, Sofia. |

## Deportes
Sandanski posee un club de fútbol que actualmente integra la tercera liga de fútbol búlgaro, el FC Vihren Sandanski. El mismo disputa sus partidos de local en el Estadio Spartak, ubicado en el Parque Sveti Vrach y con capacidad para 6.000 espectadores.
Además, la ciudad complementa su oferta deportiva con los siguientes establecimientos:
- Polideportivo Sandanski
- Estadio Spartak
- Escuela de natación
- Complejo de piscinas Parque Sveti Vrach
- Cancha de fútbol Barrio Spartak

Clubes deportivos:
- Vihren Fútbol Club
- Vihren 1984 Fútbol Club
- Club de lucha SC MMA "B Real"
- Club de Sambo, Coraje y otros deportes de defensa personal "Vihren"
- SC por Judo y Ju - jutsu Vihren
- KIBI "Spartak" Ciudad de Sandanski
- Club del Arsenal "Spartak"
- Club de tiro "Sanel-Sandanski"
- Bádminton Club de Sandanski-2014
- Club de natación - Veteranos Sandanski
- Vihren PC
- PK "Sandanski"
- Club de baloncesto "Vihren"
- Volleyball Club "Medios Volley"
- Club de tenis "Sveti Vrach"
- Kyoko shikkai

Sandanski destaca también por el turismo de montaña, dado que la ciudad se encuentra al pie del Macizo Pirin, donde se realizan maratones y existen numerosos circuitos para realizar senderismo, ciclismo, trekking, entre otras.

## Salud
- Centro médico 1 Policlínico
- Centro médico "St. Kozma y St. Damian "
- Fondo Regional de Seguro de Salud Oficina Sandanski
- Inspección Regional de Salud
- Hospital Especializado de Rehabilitación (Sanatorio)
- Asistencia médica de emergencia
- Hospital "St. Vrach"

## Educación
Las siguientes escuelas y colegios forman parte de las opciones educativas en la ciudad de Sandanski:
- Escuela Secundaria Profesional
- Escuela secundaria profesional agrícola "Kliment Timiryazev"
- Escuela Secundaria de Medicina "Peyo Kracholov Yavorov"
- Escuela primaria "Sveti Kliment Ohridski"
- Tercera escuela primaria "Hristo Botev"
- Escuela Secundaria Nocturna
- Kindergarten n.º 3 "Primavera"
- Kindergarten n.º 4 (Todo el día) "Radost"
- Jardín de infantes "Dora Gabe"
- Escuela secundaria "Hristo Smirnenski"
- Escuela secundaria "Yane Sandanski"
- Cuarta escuela primaria "St. Kozma and Damian"
- Chitalishte "Otets Paisiy"
- Kindergarten n°1. (Todo el día) "Primero de junio"

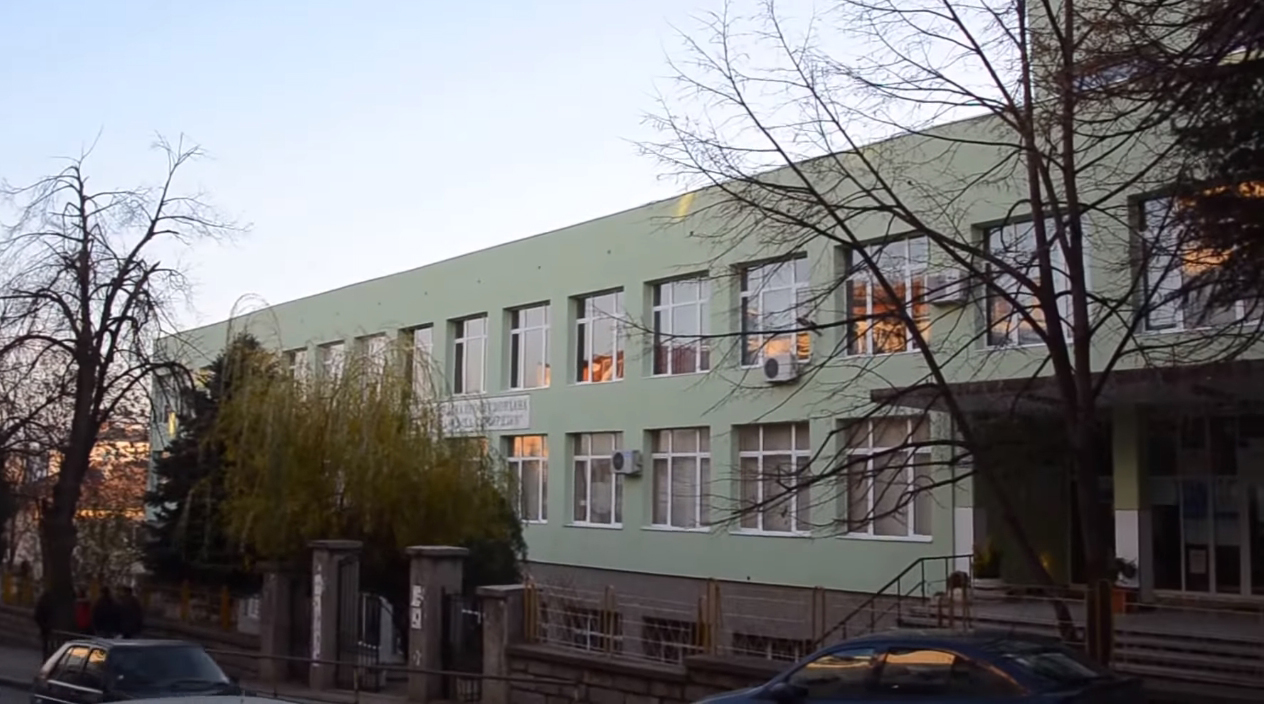
Escuela Secundaria Kliment Timiryazev.

- Kindergarten No 2 "Zdravets"
- Piscina deportiva

## Cultura

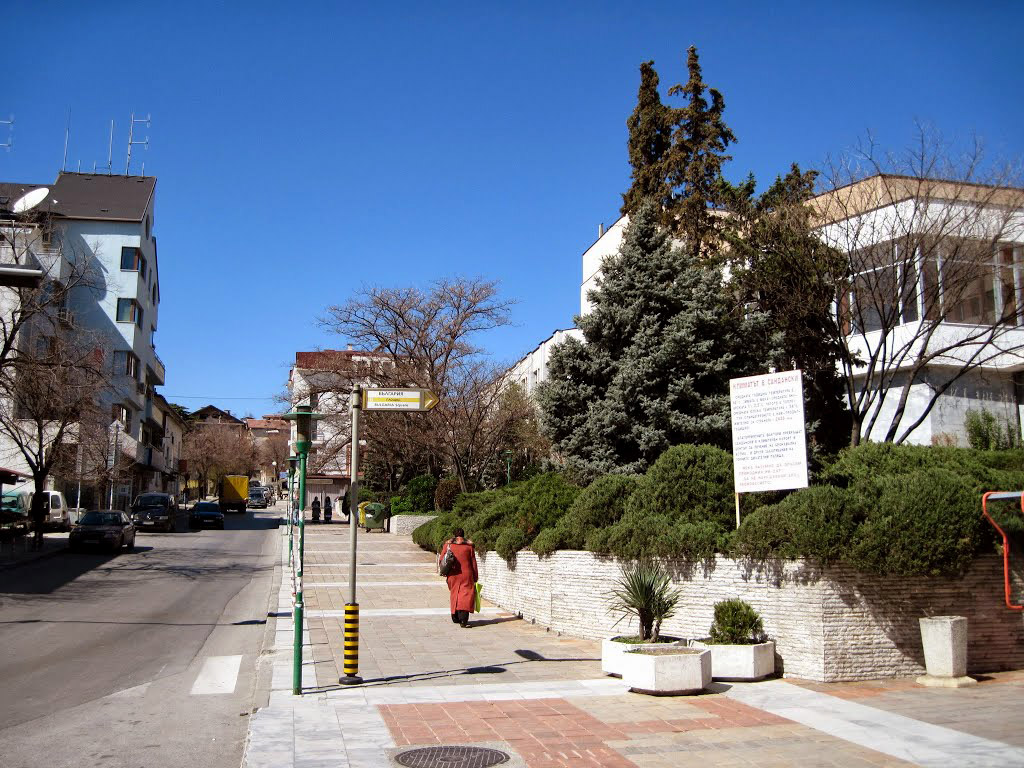
Calle Georgi Kazepov, en el centro de Sandanski

Sandanski es un centro turístico orientado a la salud. Sus aguas termales y spas han convertido a la ciudad en un destino obligatorio para quienes buscan tratamientos de rehabilitación o combatir enfermedades como el asma o el alergia.
Además del turismo de salud, se suman las actividades vitivinícolas de los alrededores, que incluyen tours con visitas a las múltiples bodegas.
Mientras tanto, en el ámbito musical, en Sandanski se organizan dos festivales muy importantes en el conjunto de los Balcanes, el Festival Pirin Folk y el Festival de la Juventud de los Balcanes (BYF), que se llevan a cabo en el Teatro de Verano del Parque Sveti Vrach, durante el mes de septiembre.
Según muchos expertos, Sandanski es la cuna del líder tracio Espartaco, quien en algún momento del año 111 a. C. nació en la orilla del río Struma. Por esta razón, numerosos lugares como el estadio, un club, un barrio, entre otros, llevan el nombre de Spartak. En el ingreso a la ciudad, sobre la Ruta 1 / E79, se encuentra una gran estatua dedicada a Espartaco.

## Infraestructura
A pesar de ser una ciudad pequeña de casi 30.000 habitantes, Sandanski tiene una envidiable disponibilidad de servicios. La gran mayoría de sus calles poseen pavimento y aceras. Los habitantes gozan de agua corriente proveniente del Río Sandanska Bistritsa, y de servicio de tratamiento de aguas servidas, cuya planta se encuentra cercana a la estación del ferrocarril.
Las ofertas de transporte incluyen autobuses, tren y la carretera 1 / E79, que entre 2018 y 2019 será convertida en autopista. Numerosas gasolineras ubicadas sobre la misma, brindan servicios a los viajeros y camiones que transitan por la región.
Sandanski posee una amplia disponibilidad de gas natural, energía eléctrica y excelentes telecomunicaciones.

## Clima
Sandaski cuenta con la temperatura media más alta del país, 15,1 °C. Su ubicación cercana al Mar Egeo y la protección por el este del Macizo Pirin, hacen que la ciudad posea un clima mediterráneo, con menos humedad y gozando de más días soleados.
| Parámetros climáticos promedio de Sandanski | Parámetros climáticos promedio de Sandanski | Parámetros climáticos promedio de Sandanski | Parámetros climáticos promedio de Sandanski | Parámetros climáticos promedio de Sandanski | Parámetros climáticos promedio de Sandanski | Parámetros climáticos promedio de Sandanski | Parámetros climáticos promedio de Sandanski | Parámetros climáticos promedio de Sandanski | Parámetros climáticos promedio de Sandanski | Parámetros climáticos promedio de Sandanski | Parámetros climáticos promedio de Sandanski | Parámetros climáticos promedio de Sandanski | Parámetros climáticos promedio de Sandanski |
| Mes                                         | Ene.                                        | Feb.                                        | Mar.                                        | Abr.                                        | May.                                        | Jun.                                        | Jul.                                        | Ago.                                        | Sep.                                        | Oct.                                        | Nov.                                        | Dic.                                        | Anual                                       |
| ------------------------------------------- | ------------------------------------------- | ------------------------------------------- | ------------------------------------------- | ------------------------------------------- | ------------------------------------------- | ------------------------------------------- | ------------------------------------------- | ------------------------------------------- | ------------------------------------------- | ------------------------------------------- | ------------------------------------------- | ------------------------------------------- | ------------------------------------------- |
| Temp. máx. abs. (°C)                        | 25                                          | 26                                          | 33                                          | 35                                          | 38                                          | 42                                          | 45.2                                        | 44                                          | 41                                          | 38                                          | 30                                          | 24                                          | 45.2                                        |
| Temp. máx. media (°C)                       | 9                                           | 11                                          | 16                                          | 21                                          | 26                                          | 31                                          | 35                                          | 35                                          | 29                                          | 23                                          | 15                                          | 9                                           | 22                                          |
| Temp. mín. media (°C)                       | 0                                           | 1                                           | 5                                           | 9                                           | 13                                          | 17                                          | 20                                          | 20                                          | 15                                          | 10                                          | 6                                           | 2                                           | 10                                          |
| Temp. mín. abs. (°C)                        | -21.3                                       | -10                                         | -10                                         | -6                                          | -1                                          | 4                                           | 8                                           | 5                                           | 0                                           | -6                                          | -11                                         | -18                                         | -21.3                                       |
| Precipitación total (mm)                    | 48                                          | 39                                          | 38                                          | 49                                          | 57                                          | 58                                          | 36                                          | 26                                          | 30                                          | 52                                          | 67                                          | 53                                          | 533                                         |
| Fuente: stringmeteo.com julio de 2009       |                                             |                                             |                                             |                                             |                                             |                                             |                                             |                                             |                                             |                                             |                                             |                                             |                                             |